# The Education of Elizabeth (film 1921)
The Education of Elizabeth è un film muto del 1921 diretto da Edward Dillon, che ha come protagonista, nel ruolo di Elizabeth, Billie Burke. Nel cast, non accreditato, compare anche Fredric March in uno dei suoi primissimi ruoli cinematografici.
Nel 1910, era uscito un The Education of Elizabeth interpretato da Alice Joyce, la cui storia non ha alcuna attinenza con questo film.

## Trama
Elizabeth, stellina della rivista musicale, è corteggiata dall'erede di una famiglia dell'alta società. La presenza di una ragazza così poco sofisticata in un ambiente formale e sussiegoso come quello dove viene introdotta provoca qualche imbarazzo e molte situazioni divertenti. La show girl confida, ad esempio, tutti i suoi pensieri a un pesciolino rosso che si è portata appresso, suscitando lo sconcerto della famiglia. Quando il suo corteggiatore deve assentarsi per lavoro, Elizabeth scopre di essere attirata dal fratello minore che pare disinteressarsi a lei, preso com'è dai suoi libri. La ragazza studia un piano per liberarsi del fratello più grande e poter convolare a nozze con quello che lei reputa essere il marito ideale.

## Produzione
Il film fu prodotto dalla Famous Players-Lasky Corporation

## Distribuzione
Distribuito dalla Famous Players-Lasky Corporation e dalla Paramount Pictures, uscì nelle sale cinematografiche USA il 16 gennaio 1921.